# OSCAR 3
OSCAR 3 war der erste aktive Amateurfunksatellit, da er mit einem Lineartransponder ausgestattet war. Zudem war er der erste Amateurfunksatellit mit Solarzellen.
Der Satellit wurde am 9. März 1965 als Sekundärnutzlast zusammen mit sieben Satelliten der US Air Force mit einer Thor-Agena-Rakete auf der Vandenberg Air Force Base gestartet. Der Transponder war 18 Tage lang in Betrieb, die beiden Baken sendeten mehrere Monate. Der Uplink und der Downlink waren beide im 2-m-Band.
OSCAR 3 folgte dem ersten aktiven Kommunikationssatelliten Courier 1B (1960) und dem ersten zivilen aktiven Kommunikationssatelliten Telstar 1 (1962). Die erste Zweiweg-Verbindung via Amateurfunksatellit kam am Tag nach dem Start zwischen einem Funkamateur in Deutschland (Alfons Häring, Amateurfunkrufzeichen DL6EZA) und der Schweiz (Hans-Rudolf Lauber HB9RG) in Morsetelegrafie zustande. Die erste Verbindung in Sprechfunk erfolgte ebenfalls zwischen diesen Ländern (Karl Meinzer DJ4ZC und HB9RG).
Seine COSPAR-Bezeichnung ist 1965-016F.